# Арроншеш
Арро́ншеш (порт. Arronches; МФА: [a.ˈʁõ.ʃɨʃ], Аро́ншиш) — муніципалітет і містечко в Португалії, в окрузі Порталегре. Розташований у східній частині країни, на теренах історичної португальської провінції Алентежу. Належить до Порталегрівсько-Каштелу-Бранківської діоцезії Католицької церкви в Португалії. Права міського самоврядування має з 1255 року. Поділяється на 3 парафії. За адміністративним поділом, чинним до 1976 року, був складовою провінції Верхнє Алентежу. Площа муніципалітету — 314,65 км², населення муніципалітету — 3165 ос. (2011); густота населення — 10,06 осіб/км²
. Патрон — Діва Марія. Святковий день муніципалітету — 24 червня. Поштовий індекс — 7340.  Код місцевої адміністративної одиниці — 1202. Складова статистичного регіону Алентежу.

## Географія
Арроншеш розташований на сході Португалії, на сході округу Порталегре, на португальсько-іспанському кордоні.
Арроншеш межує на півночі з муніципалітетом Порталегре, на північному сході — з Іспанією, на сході — з муніципалітетом Кампу-Майор, на півдні — з муніципалітетом Елваш, на заході — з муніципалітетом Монфорте.

## Історія
1255 року португальський король Афонсу III надав Арроншешу форал, яким визнав за поселенням статус містечка та муніципальні самоврядні права.
1267 року, за умовами Бадахоського договору між Португальським королівством та Кастильською Короною, Арроншеш визнавався володінням Португалії.

## Населення
| Кількість мешканців | Кількість мешканців | Кількість мешканців | Кількість мешканців | Кількість мешканців | Кількість мешканців | Кількість мешканців | Кількість мешканців | Кількість мешканців | Кількість мешканців | Кількість мешканців | Кількість мешканців | Кількість мешканців | Кількість мешканців | Кількість мешканців | Кількість мешканців |
| ------------------- | ------------------- | ------------------- | ------------------- | ------------------- | ------------------- | ------------------- | ------------------- | ------------------- | ------------------- | ------------------- | ------------------- | ------------------- | ------------------- | ------------------- | ------------------- |
| 1864                | 1878                | 1890                | 1900                | 1911                | 1920                | 1930                | 1940                | 1950                | 1960                | 1970                | 1981                | 1991                | 2001                | 2011                |                     |
| 3 259               | 3 445               | 3 894               | 4 152               | 5 015               | 5 688               | 6 205               | 7 121               | 7 280               | 6 818               | 4 935               | 4 307               | 3 677               | 3 389               | 3 165               |                     |